# ŠK Ivanić Ivanić-Grad
Športski klub Ivanić Ivanić-Grad bio je hrvatski nogometni klub iz Ivanić-Grada. Osnovan je 1919.